# Lijst van vlaggen van Cuba
Dit is een lijst van vlaggen van Cuba.

## Nationale vlag (perFIAV-codering)
|          | Civiele vlag | Staatsvlag | Oorlogsvlag |
| -------- | ------------ | ---------- | ----------- |
| Te land  | · ?          | · ?        | · ?         |
| Te water | · ?          | · ?        | · ?         |

## Vlaggen van bestuurders
| Vlag                                                             | Periode      | Functie                                                          | Beschrijving                                                                  |
| ---------------------------------------------------------------- | ------------ | ---------------------------------------------------------------- | ----------------------------------------------------------------------------- |
| Vlag van de president van Cuba.                                  | 1976 - heden | Vlag van de president van Cuba.                                  | Een lichtblauwe vlag met daarop het wapen van Cuba tussen zes witte sterren.  |
| Vlag van de premier van Cuba.                                    | 1959 - 1976  | Vlag van de premier van Cuba.                                    | Een witte vlag met daarop vier blauwe sterren binnen een blauw kader.         |
| Vlag voor de samenkomst van de leden van de Nationale Assemblee. |              | Vlag voor de samenkomst van de leden van de Nationale Assemblee. | Vlag van Yara. Zoals de vlag van Chili, maar dan het rood en blauw omgekeerd. |

## Vlaggen van politieke partijen
| Vlag                                    | Periode     | Functie                                 | Beschrijving |
| --------------------------------------- | ----------- | --------------------------------------- | --- |
| Vlag van de Beweging van de 26ste Juli. | 1953 - 1962 | Vlag van de Beweging van de 26ste Juli. | Verdeeld in twee gelijke horizontale banen, boven rood en onder zwart, met in het midden in witte letters M-26-7. |

## Militaire vlaggen
De oorlogsvlag staat reeds in de eerste tabel.
| Vlag  | Periode | Functie | Beschrijving                                      |
| ----- | ------- | ------- | ------------------------------------------------- |
| Geus. |         | Geus.   | Vlag van Yara, zie onder Vlaggen van bestuurders. |